# Umpan

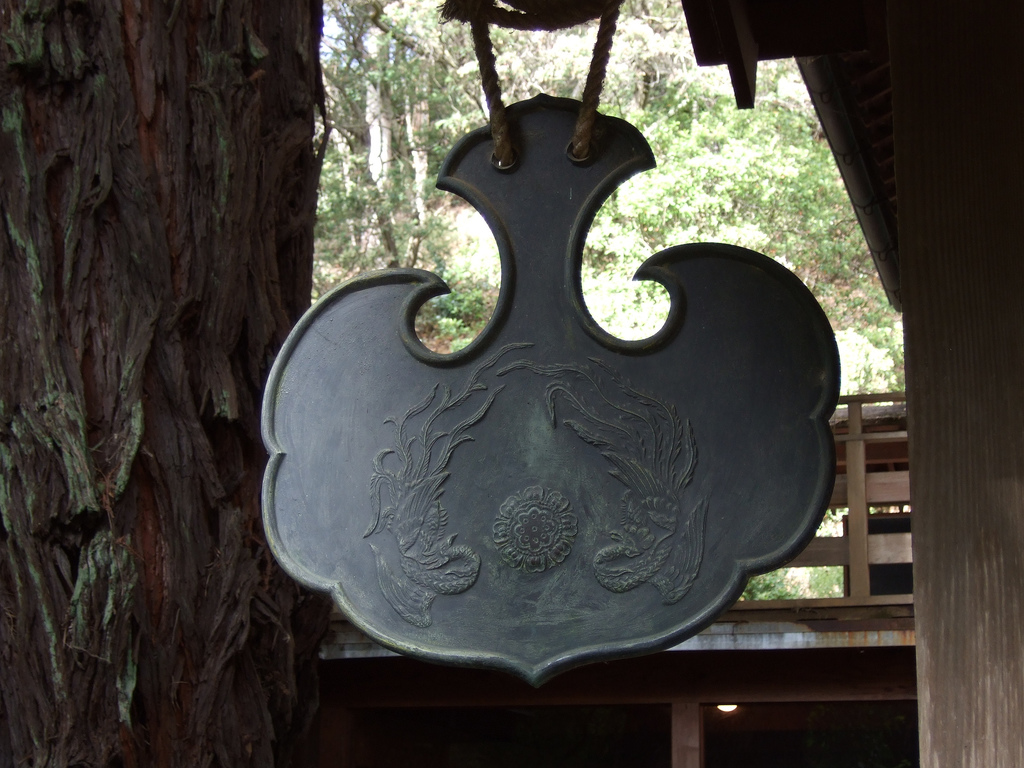
Un umpan au.

Un umpan 雲版 (chinois yunban), littéralement « plaque de nuage »,  est un gong plat, habituellement en bronze, que l'on sonne aux heures de repas des monastères zen. Le umpan est aussi sonné « pour signaler d'autres événements tels que la suspension du zazen ».

## Description
En règle générale, le umpan se trouve à l'extérieur de la cuisine (kuri) ou de l'espace des repas. Selon Helen J. Baroni, « des planches de bois [han] accrochées sur divers édifices de l'enceinte du temple sont actionnées simultanément pour alerter les membres de la communauté au-delà de la portée du umpan. »

### Sources
- Helen J. Baroni, The Illustrated Encyclopedia of Zen Buddhism, The Rosen Publishing Group Inc., 2002 (ISBN 0-8239-2240-5, lire en ligne)
- Omori Sogen, Trevor Leggett, Dōgen Hosokawa et Roy Kenichi Yoshimoto, An Introduction to Zen Training : A Translation of Sanzen Nyumon, Tuttle Publishing, 2002 (ISBN 0-8048-3247-1, lire en ligne)